# Rollstuhlbasketball-Europameisterschaft
Die Rollstuhlbasketball-Europameisterschaft wird von der IWBF (International Wheelchair Basketball Federation) Europe alle zwei Jahre veranstaltet. Bei diesem Turnier spielen die Rollstuhlbasketball-Nationalmannschaften Europas ihren Meister aus.

## Europameisterschaften der Herren
| Jahr | Datum                        | Gastgeber                          | Europameisterschaft Herren | Europameisterschaft Herren | Europameisterschaft Herren | Europameisterschaft Herren |
| Jahr | Datum                        | Gastgeber                          | 1. Platz                   | 2. Platz                   | 3. Platz                   |                            |
| ---- | ---------------------------- | ---------------------------------- | -------------------------- | -------------------------- | -------------------------- | -------------------------- |
| 1970 |                              | Brügge (Belgien)                   | Belgien                    | Frankreich                 | Vereinigtes Königreich     |                            |
| 1971 |                              | Ploemeur (Frankreich)              | Vereinigtes Königreich     | Frankreich                 | Niederlande                |                            |
| 1974 |                              | Ploemeur (Frankreich)              | Vereinigtes Königreich     | Niederlande                | Frankreich                 |                            |
| 1977 |                              | Raalte (Niederlande)               | Israel                     | Niederlande                | Frankreich                 |                            |
| 1978 |                              | Ploemeur (Frankreich)              | Israel                     | Frankreich                 | Niederlande                |                            |
| 1981 |                              | Genf (Schweiz)                     | Israel                     | Frankreich                 | Niederlande                |                            |
| 1982 |                              | Falun (Schweden)                   | Frankreich                 | Israel                     | Niederlande                |                            |
| 1987 |                              | Lorient (Frankreich)               | Frankreich                 | Niederlande                | Belgien                    |                            |
| 1989 |                              | Charleville (Frankreich)           | Frankreich                 | Niederlande                | Deutschland                |                            |
| 1991 |                              | El Ferrol (Spanien)                | Frankreich                 | Niederlande                | Vereinigtes Königreich     |                            |
| 1993 |                              | Berlin (Deutschland)               | Niederlande                | Vereinigtes Königreich     | Frankreich                 |                            |
| 1995 |                              | Paris (Frankreich)                 | Vereinigtes Königreich     | Spanien                    | Niederlande                |                            |
| 1997 |                              | Madrid (Spanien)                   | Frankreich                 | Vereinigtes Königreich     | Finnland                   |                            |
| 1999 |                              | Roermond (Niederlande)             | Frankreich                 | Deutschland                | Niederlande                |                            |
| 2002 |                              | Amsterdam (Niederlande)            | Frankreich                 | Niederlande                | Deutschland                |                            |
| 2003 |                              | Sassari (Italien)                  | Italien                    | Niederlande                | Vereinigtes Königreich     |                            |
| 2005 |                              | Paris (Frankreich)                 | Italien                    | Vereinigtes Königreich     | Schweden                   |                            |
| 2007 | 23. August – 2. September    | Wetzlar (Deutschland)              | Schweden                   | Vereinigtes Königreich     | Deutschland                |                            |
| 2009 | 5. Oktober – 15. Oktober     | Adana (Türkei)                     | Italien                    | Türkei                     | Vereinigtes Königreich     |                            |
| 2011 | 6. September – 18. September | Nazaret (Israel)                   | Vereinigtes Königreich     | Deutschland                | Spanien                    |                            |
| 2013 | 28. Juni – 7. Juli           | Frankfurt am Main (Deutschland)    | Vereinigtes Königreich     | Türkei                     | Spanien                    |                            |
| 2015 | 28. August – 6. September    | Worcester (Vereinigtes Königreich) | Vereinigtes Königreich     | Türkei                     | Deutschland                |                            |
| 2017 | 19. Juni – 1. Juli           | Teneriffa (Spanien)                | Türkei                     | Vereinigtes Königreich     | Deutschland                |                            |
| 2019 | 30. August – 8. September    | Wałbrzych (Polen)                  | Vereinigtes Königreich     | Spanien                    | Türkei                     |                            |
| 2021 | 2. Dezember – 13. Dezember   | Madrid (Spanien)                   | Niederlande                | Vereinigtes Königreich     | nicht ausgetragen          |                            |

### Statistik der EM-Sieger Männer
| Medaillenspiegel | Medaillenspiegel       | Medaillenspiegel | Medaillenspiegel | Medaillenspiegel | Medaillenspiegel |
| Platz            | Land                   | Gold             | Silber           | Bronze           | Gesamt           |
| ---------------- | ---------------------- | ---------------- | ---------------- | ---------------- | ---------------- |
| 1                | Vereinigtes Königreich | 7                | 6                | 4                | 17               |
| 2                | Frankreich             | 7                | 4                | 3                | 14               |
| 3                | Israel                 | 3                | 1                | -                | 4                |
| 4                | Italien                | 3                | -                | -                | 3                |
| 5                | Niederlande            | 2                | 7                | 6                | 15               |
| 6                | Türkei                 | 1                | 3                | 1                | 5                |
| 7                | Belgien                | 1                | -                | 1                | 2                |
| 8                | Schweden               | 1                | -                | 1                | 2                |
| 9                | Deutschland            | -                | 2                | 5                | 7                |
| 10               | Spanien                | -                | 2                | 2                | 4                |
| 11               | Finnland               | -                | -                | 1                | 1                |

Stand: 21. August 2022

## Europameisterschaften der Damen
| Jahr | Datum                        | Gastgeber                                 | Europameisterschaft Damen | Europameisterschaft Damen | Europameisterschaft Damen | Europameisterschaft Damen |
| Jahr | Datum                        | Gastgeber                                 | 1. Platz                  | 2. Platz                  | 3. Platz                  |                           |
| ---- | ---------------------------- | ----------------------------------------- | ------------------------- | ------------------------- | ------------------------- | ------------------------- |
| 1974 |                              | Ploemeur (Frankreich)                     | Deutschland               | Frankreich                | Jugoslawien               |                           |
| 1987 |                              | Lorient (Frankreich)                      | Deutschland               | Israel                    | Niederlande               |                           |
| 1989 |                              | Charleville (Frankreich)                  | Niederlande               | Deutschland               | Israel                    |                           |
| 1991 |                              | El Ferrol (Spanien)                       | Deutschland               | Niederlande               | Frankreich                |                           |
| 1993 |                              | Berlin (Deutschland)                      | Niederlande               | Deutschland               | Frankreich                |                           |
| 1995 |                              | Delden (Niederlande)                      | Niederlande               | Deutschland               | Vereinigtes Königreich    |                           |
| 1997 |                              | Madrid (Spanien)                          | Niederlande               | Deutschland               | Vereinigtes Königreich    |                           |
| 1999 |                              | Roermond (Niederlande)                    | Deutschland               | Niederlande               | Vereinigtes Königreich    |                           |
| 2003 |                              | Hamburg (Deutschland)                     | Deutschland               | Niederlande               | Vereinigtes Königreich    |                           |
| 2005 |                              | Lille (Frankreich)                        | Deutschland               | Niederlande               | Frankreich                |                           |
| 2007 | 23. August – 2. September    | Wetzlar (Deutschland)                     | Deutschland               | Niederlande               | Vereinigtes Königreich    |                           |
| 2009 | 27. August – 30. August      | Stoke Mandeville (Vereinigtes Königreich) | Deutschland               | Niederlande               | Vereinigtes Königreich    |                           |
| 2011 | 6. September – 18. September | Nazaret (Israel)                          | Deutschland               | Niederlande               | Vereinigtes Königreich    |                           |
| 2013 | 28. Juni – 7. Juli           | Frankfurt am Main (Deutschland)           | Niederlande               | Deutschland               | Vereinigtes Königreich    |                           |
| 2015 | 28. August – 6. September    | Worcester (Vereinigtes Königreich)        | Deutschland               | Niederlande               | Vereinigtes Königreich    |                           |
| 2017 | 19. Juni – 1. Juli           | Teneriffa (Spanien)                       | Niederlande               | Deutschland               | Vereinigtes Königreich    |                           |
| 2019 | 28. Juni – 8. Juli           | Rotterdam (Niederlande)                   | Niederlande               | Vereinigtes Königreich    | Deutschland               |                           |
| 2021 | 2. Dezember – 13. Dezember   | Madrid (Spanien)                          | Niederlande               | Vereinigtes Königreich    | Spanien                   |                           |

### Statistik der EM-Sieger Damen
| Medaillenspiegel | Medaillenspiegel       | Medaillenspiegel | Medaillenspiegel | Medaillenspiegel | Medaillenspiegel |
| Platz            | Land                   | Gold             | Silber           | Bronze           | Gesamt           |
| ---------------- | ---------------------- | ---------------- | ---------------- | ---------------- | ---------------- |
| 1                | Deutschland            | 10               | 6                | 1                | 17               |
| 2                | Niederlande            | 8                | 8                | 1                | 17               |
| 3                | Vereinigtes Königreich | -                | 2                | 10               | 12               |
| 4                | Frankreich             | -                | 1                | 3                | 4                |
| 5                | Israel                 | -                | 1                | 1                | 2                |
| 6                | Jugoslawien            | -                | -                | 1                | 1                |
|                  | Spanien                | -                | -                | 1                | 1                |

Stand: 21. August 2022